# غاسبار دي ليموس
غاسبار دي ليموس (بالإنجليزية: Gaspar de Lemos) كان مستكشفًا برتغاليًا في القرن الخامس عشر.